# Línea 635 (Interurbanos Madrid)
La línea 635 de la red de autobuses interurbanos de Madrid une el intercambiador de Moncloa (Madrid) y la Colonia de Torrelodones con La Navata y Galapagar.

## Características
Esta línea une la capital y la Colonia de Torrelodones con La Navata y Galapagar. El trayecto dura 55 minutos entre cabeceras.
Circula por el carril Bus-VAO de la A-6 mientras esté abierto.
La línea mantiene los mismos horarios todo el año (exceptuando las vísperas de festivo y festivos de Navidad).
Los fines de semana y festivos, la línea no llega a Madrid y limita su recorrido a Torrelodones. Además, los días lectivos existen expediciones de refuerzo con dicho itinerario.
Está operada por la empresa Julián de Castro a través de Avanza Movilidad Integral mediante la concesión administrativa VCM-605 - Madrid – Galapagar – Colmenarejo (Viajeros Comunidad de Madrid) del Consorcio Regional de Transportes de Madrid.
1. ↑  «Línea 635 | Julian de Castro». www.juliandecastro.es. Consultado el 27 de diciembre de 2023.

## Horarios
| Lunes a viernes laborables | Lunes a viernes laborables | Sábados laborables, domingos y festivos | Sábados laborables, domingos y festivos |
| Madrid > Galapagar         | Galapagar > Madrid         | Col. Torrelodones > Galapagar           | Galapagar > Col. Torrelodones           |
| 08:00                      | 07:00                      | 09:30                                   | 09:00                                   |
| 08:05                      | 07:30                      | 10:30                                   | 10:00                                   |
| 09:00                      | 08:00                      | 11:30                                   | 11:00                                   |
| 09:05                      | 08:30                      | 12:30                                   | 12:00                                   |
| 10:05                      | 09:00                      | 15:30                                   | 15:00                                   |
| 11:05                      | 10:00                      | 16:30                                   | 16:00                                   |
| 12:05                      | 11:00                      | 18:30                                   | 18:00                                   |
| 13:05                      | 12:00                      | 20:30                                   | 20:00                                   |
| 14:05                      | 13:00                      |                                         |                                         |
| 15:05                      | 14:00                      |                                         |                                         |
| 16:05                      | 15:00                      |                                         |                                         |
| 17:05                      | 16:00                      |                                         |                                         |
| 18:05                      | 17:00                      |                                         |                                         |
| 19:05                      | 18:00                      |                                         |                                         |
| 20:05                      | 19:00                      |                                         |                                         |
| 21:05                      | 20:00                      |                                         |                                         |
| 22:05                      | 21:00                      |                                         |                                         |
| 23:05                      | 22:00                      |                                         |                                         |

1. 1 2  Desde la Colonia de Torrelodones, sólo días lectivos.
2. 1 2  Hasta la Colonia de Torrelodones, sólo días lectivos.

## Recorrido y paradas

### Sentido La Navata - Galapagar
| Código                                                                      | Parada                                     | Común con                 | Conexiones con Metro y Cercanías | Municipio    | Zona |
| --------------------------------------------------------------------------- | ------------------------------------------ | ------------------------- | -------------------------------- | ------------ | ---- |
| Las expediciones que salen de Madrid realizan las siguientes paradas:       |                                            |                           |                                  |              |      |
| 6002                                                                        | Intercambiador de Moncloa (dársena 1)      | 632                       | Moncloa                          | Madrid       |      |
| 06032                                                                       | Camino Valladolid - P.º Joaquín R. Jiménez | 611 612 613 631 685 1 4 5 |                                  | Torrelodones |      |
| 06034                                                                       | Camino Valladolid - Iglesia                | 611 612 631 685 1 4 5     |                                  | Torrelodones |      |
| 15972                                                                       | Camino Valladolid - M. López Villaseñor    | 610 611 612 631 685       |                                  | Torrelodones |      |
| Las expediciones que salen de Torrelodones realizan las siguientes paradas: |                                            |                           |                                  |              |      |
| 06092                                                                       | Jesusa Lara - Parque Pradogrande           | 631 633 1 2 4 5           |                                  | Torrelodones |      |
| 10704                                                                       | Av. Torrelodones - Guardia Civil           | 631 633 1 2 4 5           |                                  | Torrelodones |      |
| 06093                                                                       | Av. Torrelodones - Urb. Las Marías         | 631 633 1 2 4 5           |                                  | Torrelodones |      |
| Paradas del itinerario común                                                |                                            |                           |                                  |              |      |
| 11460                                                                       | Av. Comunidad Madrid - Av. Torrelodones    | 611 684 685 691           |                                  | Torrelodones |      |
| 11084                                                                       | Ctra. A-6 - Urb. La Berzosilla             | 611 684 685 691           |                                  | Torrelodones |      |
| 06060                                                                       | Monte Peregrinos - Hípica y Golf           |                           |                                  | Galapagar    |      |
| 10879                                                                       | Piamonte - Colegio                         |                           |                                  | Galapagar    |      |
| 06061                                                                       | Av. Sicilia - Piamonte                     |                           |                                  | Galapagar    |      |
| 15622                                                                       | Av. Normandía - Emilia Pardo Bazán         |                           |                                  | Galapagar    |      |
| 06062                                                                       | Av. Normandía - Alsacia                    |                           |                                  | Galapagar    |      |
| 06063                                                                       | Av. Sajonia - Av. Toscana                  |                           |                                  | Galapagar    |      |
| 11848                                                                       | Av. Sicilia - Iglesia                      |                           |                                  | Galapagar    |      |
| 06064                                                                       | Av. Bohemia - Fuentes Claras               |                           |                                  | Galapagar    |      |
| 12157                                                                       | Ctra. La Navata - Urb. Los Olmos           | 632                       |                                  | Galapagar    |      |
| 06065                                                                       | Ctra. La Navata - Est. Galapagar La Navata | 632 634                   | Galapagar-La Navata              | Galapagar    |      |
| 06066                                                                       | Ctra. La Navata - Ermita La Navata         | 632 634                   |                                  | Galapagar    |      |
| 06067                                                                       | Ctra. La Navata - Sol                      | 632 634                   |                                  | Galapagar    |      |
| 06068                                                                       | Ctra. La Navata - Urb. Carranza            | 632 634                   |                                  | Galapagar    |      |
| 18494                                                                       | Ctra. La Navata - Centro de Salud          | 632                       |                                  | Galapagar    |      |
| 06069                                                                       | Ctra. La Navata - San Gregorio             | 632 634                   |                                  | Galapagar    |      |
| 12462                                                                       | Escuelas - Mercado                         | 632 634                   |                                  | Galapagar    |      |
| 09999                                                                       | Guadarrama - Ayuntamiento                  | 630                       |                                  | Galapagar    |      |
| 09945                                                                       | Guadarrama - Centro Cultural               | 630                       |                                  | Galapagar    |      |

### Sentido Torrelodones - Madrid
NOTA: Las expediciones que circulan por el carril BUS-VAO de la A-6 no realizan las paradas sombreadas en azul.
| Código                                                                | Parada                                      | Común con                                                                                         | Conexiones con Metro y Cercanías | Municipio    | Zona |
| --------------------------------------------------------------------- | ------------------------------------------- | ------------------------------------------------------------------------------------------------- | -------------------------------- | ------------ | ---- |
| 09946                                                                 | Guadarrama - Centro Cultural                | 630                                                                                               |                                  | Galapagar    |      |
| 09944                                                                 | Guadarrama - Ayuntamiento                   | 630                                                                                               |                                  | Galapagar    |      |
| 12463                                                                 | Escuelas - Mercado                          | 632                                                                                               |                                  | Galapagar    |      |
| 12464                                                                 | Ctra. Villalba - San Gregorio               | 632                                                                                               |                                  | Galapagar    |      |
| 18493                                                                 | Ctra. La Navata - Centro de Salud           | 632                                                                                               |                                  | Galapagar    |      |
| 06082                                                                 | Ctra. La Navata - Urb. Carranza             | 632 634                                                                                           |                                  | Galapagar    |      |
| 06083                                                                 | Ctra. La Navata - Sol                       | 632 634                                                                                           |                                  | Galapagar    |      |
| 06084                                                                 | Ctra. La Navata - Ermita La Navata          | 632 634                                                                                           |                                  | Galapagar    |      |
| 06085                                                                 | Ctra. La Navata - Est. Galapagar La Navata  | 632 634                                                                                           | Galapagar-La Navata              | Galapagar    |      |
| 12156                                                                 | Ctra. La Navata - Urb. Los Olmos            | 632                                                                                               |                                  | Galapagar    |      |
| 06086                                                                 | Av. Bohemia - Fuentes Claras                |                                                                                                   |                                  | Galapagar    |      |
| 11849                                                                 | Av. Toscana - Moravia                       |                                                                                                   |                                  | Galapagar    |      |
| 06087                                                                 | Av. Toscana - Tejas Verdes                  |                                                                                                   |                                  | Galapagar    |      |
| 06088                                                                 | Av. Normandía - Alsacia                     |                                                                                                   |                                  | Galapagar    |      |
| 15621                                                                 | Av. Normandía - Emilia Pardo Bazán          |                                                                                                   |                                  | Galapagar    |      |
| 06089                                                                 | Av. Sicilia - Piamonte                      |                                                                                                   |                                  | Galapagar    |      |
| 10889                                                                 | Monte Peregrinos - Colegio                  |                                                                                                   |                                  | Galapagar    |      |
| 06090                                                                 | Monte Peregrinos - Hípica y Golf            |                                                                                                   |                                  | Galapagar    |      |
| 06091                                                                 | Ctra. A-6 - Antonio Lasso                   |                                                                                                   |                                  | Galapagar    |      |
| 15963                                                                 | Av. Rosario Manzaneque - Residencia         |                                                                                                   |                                  | Galapagar    |      |
| 15964                                                                 | Av. Rosario Manzaneque - Casa de la Cultura |                                                                                                   |                                  | Galapagar    |      |
| 06092                                                                 | Jesusa Lara - Parque Pradogrande            | 631 633 1 2 4 5                                                                                   |                                  | Torrelodones |      |
| Las expediciones que llegan a Madrid realizan las siguientes paradas: |                                             |                                                                                                   |                                  |              |      |
| 10704                                                                 | Av. Torrelodones - Guardia Civil            | 631 633 1 2 4 5                                                                                   |                                  | Torrelodones |      |
| 06093                                                                 | Av. Torrelodones - Urb. Las Marías          | 631 633 1 2 4 5                                                                                   |                                  | Torrelodones |      |
| 06094                                                                 | Ctra. A-6 - Av. Torrelodones                | 610 611 631 633 664 685                                                                           |                                  | Torrelodones |      |
| 6268                                                                  | Av. Padre Huidobro - P.º Ermita             | 621 622 623 625 627 628 629 631 641 642 643 651 652 653 654 655 656 656A 657 661 661A 662 664 815 |                                  | Madrid       |      |
| 23                                                                    | Filosofía B - Estadística                   | Autobuses interurbanos del Corredor 6                                                             |                                  | Madrid       |      |
| 6002                                                                  | Intercambiador de Moncloa (dársena 1)       | 632                                                                                               | Moncloa                          | Madrid       |      |

## Galería de imágenes

Mapa de la distribución de dársenas del intercambiador de Moncloa con la distribución de cabeceras de las líneas de autobuses, entre las que aparece la línea 635.